# Mountainbike-Marathon-Weltmeisterschaften 2025
Die Mountainbike-Marathon-Weltmeisterschaften 2025 finden am 6. September im Kanton Wallis statt. Sie sind Teil der Mountainbike-Weltmeisterschaften 2025, die über verschiedene Orte im Kanton Wallis verteilt sind und ein umfangreicheres Programm als sonst haben.
Männer und Frauen fahren dieselbe Strecke, die des Grand Raid BCVS, eines seit 1990 organisierten Mountainbike-Marathons. Die 125 km lange Strecke mit gut 5000 Höhenmetern beginnt in Verbier, führt über Hérémence und Evolène und endet in Grimentz im Val d’Anniviers. Dabei werden die Pässe Croix de Coeur und Pas de Lona gequert.